# أنطون والتر
أنطون والتر (بالألمانية: Anton Walter) هو صانع آلة موسيقية ‏ وملحن نمساوي، ولد في 5 فبراير 1752 في Neuhausen auf den Fildern ‏ في ألمانيا، وتوفي في 11 أبريل 1826 في فيينا في النمسا.

## وصلات خارجية
- أنطون والتر على موقع الموسوعة البريطانية (الإنجليزية)